# Robert Goulet
Robert Gérard Goulet (Lawrence (Massachusetts), 26 november 1933 – Los Angeles, 30 oktober 2007) was een Amerikaanse zanger, acteur en entertainer van Frans-Canadese afkomst. Als Sir Lancelot en oorspronkelijk de rol in de Broadway-musical Camelot uit 1960 met in de hoofdrol tegenover gevestigde Broadway-sterren als Richard Burton en Julie Andrews, kreeg hij onmiddellijke erkenning met zijn uitvoering en interpretatie van het nummer If Ever I Would Leave You, dat zijn handtekening werd. Zijn debuut in Camelot markeerde het begin van een podium-, film- en opnamecarrière. Hij won een Grammy Award en een Tony Award en zijn carrière omvatte bijna zes decennia.

## Biografie
Goulet werd geboren in Lawrence, Massachusetts, in Haverhill Street, waar hij ook woonde. Hij was de enige zoon van Jeanette (geb. Gauthier) en Joseph Georges André Goulet. Zijn beide ouders werkten in de molens, maar zijn vader was ook amateurzanger en worstelaar. Zijn ouders waren van Frans-Canadese afkomst en hij was een afstammeling van de Frans-Canadese pioniers Zacharie Cloutier en Jacques Goulet. Kort na de dood van zijn vader verhuisde de 13-jarige Goulet met zijn moeder en zus Claire naar Girouxville, Alberta en bracht zijn vormingsjaren door in Canada.
Na een aantal jaren in Girouxville te hebben gewoond, verhuisden ze naar de provinciale hoofdstad Edmonton om te profiteren van de prestatiekansen die in de stad werden geboden. Daar woonde hij de zangscholen bij die waren opgericht door Herbert G. Turner en Jean Létourneau en werd later radio-omroeper voor radiostation CKUA. Na zijn afstuderen aan de Victoria Composite High School (nu Victoria School of the Arts), ontving Goulet een studiebeurs aan het Royal Conservatory of Music in Toronto, waar hij zang studeerde bij oratoriumbaritons George Lambert en Ernesto Vinci. In 1952 nam hij deel aan CBC Television's Pick The Stars en haalde uiteindelijk de halve finales. Dit leidde tot andere netwerkoptredens in shows zoals Singing Stars of Tomorrow, Opportunity Knocks, Juliette en de Canadese versie van Howdy Doody, waarin hij speelde tegenover William Shatner.

### Opstap naar het sterrendom
Goulets eerste boekingen in de Verenigde Staten waren met de Kenley Players. Hij speelde in acht producties, waaronder Pajama Game (1959), Bells Are Ringing (1959), Dream Girl (1959), South Pacific (1960), Meet Me in St. Louis (1960) en Carousel (1960). John Kenley kwam naar zijn kleedkamer na de opening van Pyjama Game en gaf hem opslag, zeggend dat het was omdat hij wist dat hij het zich nooit meer zou kunnen veroorloven. Goulet zei in 2006 dat hij gelijk had. Goulet herhaalde zijn rol in South Pacific voor Kenley in een productie uit 1995.
In 1959 maakte Goulet kennis met librettist Alan Jay Lerner en componist Frederick Loewe, die moeite hadden om de rol van Lancelot in hun toneelproductie Camelot te spelen. Lerner en Loewe, onder de indruk van het talent van Goulet, contracteerden de virtuele nieuwkomer om de rol te spelen, tegenover Richard Burton (Koning Arthur) en Julie Andrews (Queen Guenevere). Camelot opende in oktober 1960 zijn deuren in Toronto. Daarna speelde het een vier weken durende verbintenis in Boston en ging het twee maanden later eindelijk open op Broadway. Goulet ontving lovende recensies, met name voor zijn romantische ballad If Ever I Would Leave You, die zijn kenmerkende nummer zou worden. Na de uitvoering van Camelot verscheen Goulet in The Danny Thomas Show en The Ed Sullivan Show, waardoor hij een begrip werd bij het Amerikaanse publiek. Op 7 december 1962 verscheen Goulet in The Jack Paar Show met Judy Garland om hun animatiefilm Gay Purr-ee te promoten. Hij zou ook een Grammy Award winnen als beste nieuwe artiest in 1962.
Op 25 mei 1965 verminkte Goulet de tekst van het Amerikaanse volkslied bij de opening van het tweede zwaargewichtkampioenschap van Muhammad Ali-Sonny Liston in Lewiston (Maine). Goulet had het volkslied nog nooit eerder in het openbaar gezongen en verving de tekst 'dawn's early light' door 'dawn's early night'. De blunder werd de volgende ochtend in landelijke kranten gemeld en Goulet werd in opinierubrieken bekritiseerd vanwege een gebrek aan kennis van de teksten. Zoals Dorothy Kilgallen had voorspeld toen Goulet verscheen in What's My Line?. Een paar dagen eerder duurde het volkslied langer dan het gevecht, dat al vroeg in de eerste ronde voorbij was. Goulet had dit jaar ook zijn grootste pophit, toen zijn single My Love, Forgive Me #16 bereikte in de Billboard Hot 100.

### Amusementscarrière
In 1966 speelde Goulet in de televisieserie Blue Light, waarin hij een journalist speelde die undercover in nazi-Duitsland werkte als spion namens de geallieerden. De serie liep tussen 12 januari 1966 en 18 mei 1966 in 17 afleveringen. In december 1966 werd de theatrale film I Deal in Danger uitgebracht met in de hoofdrol Goulet, bestaande uit de eerste vier afleveringen van Blue Light, die samen werden gemonteerd. In 1968 was Goulet terug op Broadway in de musical Kander and Ebb The Happy Time. Hij won een Tony Award voor «Best Actor in a Musical» voor zijn rol. John Serry sr. werkte mee als orkestaccordeonist. In 2005 speelde hij in de Broadway-revival van Jerry Herman's La Cage aux Folles. Goulet begon een opnamecarrière bij Columbia Records in 1962, wat resulteerde in meer dan 60 best verkochte albums.
Hij toerde ook in verschillende musicals, waaronder Camelot als Sir Lancelot, Man of La Mancha, Rodgers and Hammersteins South Pacific, Rodgers and Hammersteins Carousel, waar hij Billy Bigelow portretteerde, een rol die hij in 1967 ook speelde in een voor televisie gemaakte bewerking van de musical. Deze versie werd slechts een jaar na de eerste televisie-uitzending van de filmversie uit 1956 uitgezonden. Hij speelde ook in 1966 een televisieversie van Brigadoon, die verschillende Emmy Awards won, en Kiss Me Kate in 1968, tegenover zijn toenmalige vrouw Carol Lawrence. Alle drie werden geproduceerd door Goulets bedrijf Rogo Productions en uitgezonden op ABC, maar geen enkele is sinds de jaren 1960 opnieuw uitgezonden of op video uitgebracht. Alle drie zijn opgenomen op videoband in plaats van film.
Goulet speelde als gast in The Lucy Show in 1967 als hijzelf en twee andere personages die meededen aan een Robert Goulet look-alike wedstrijd. In 1972 speelde hij een hoofdschurk in de seizoensfinale van de originele televisieserie Mission: Impossible. Goulet was te zien in een tweedelige aflevering van de sitcom Alice tijdens het seizoen 1981, opnieuw zichzelf spelend. De plot houdt in dat Mel (Vic Tayback) en de meisjes een gratis reis naar Las Vegas winnen en terwijl ze daar zijn, zijn diner verliezen tijdens een gokpartij. Alice (Linda Lavin) is van plan Goulet te imiteren in een poging om de casino-eigenaar te overtuigen het diner terug te geven aan Mel. De echte Goulet verschijnt en zingt een duet met de (veel kortere) nep Robert Goulet, gespeeld door Alice. Goulets eerste filmoptreden werd uitgebracht in 1962: de UPA (United Productions of America) geanimeerde muzikale speelfilm Gay Purr-ee, waarin hij de stem voorzag van de mannelijke hoofdrolspeler, 'Jaune Tom', tegenover de vrouwelijke hoofdrolspeler, 'Mewsette', geuit door Judy Garland. Zijn eerste niet-zingende rol was in Honeymoon Hotel (1964), maar pas tijdens een gastoptreden als zanger in de film van Louis Malle, Atlantic City (1980), kreeg Goulet lovende kritieken. In 1981 nam hij het nummer Atlantic City (My Old Friend) op voor Applause Records.
In 1988 bracht Tim Burton hem uit als een huisgast, die door Beetlejuice door het dak werd geblazen en speelde hij ook zichzelf in Bill Murray's Scrooged (beide 1988). Hij voerde het Canadese volkslied uit om WrestleMania VI te openen in het SkyDome in Toronto in 1990. Goulet verscheen ook verschillende keren in de ABC-sitcom Mr. Belvedere tijdens de vijfjarige uitvoering. In 1991 speelde Goulet, met John Putch en Hillary Bailey Smith, in de onverkochte televisieserie-pilot Acting Sheriff. Datzelfde jaar verscheen hij als Quentin Hapsburg tegenover Leslie Nielsen in de komische film The Naked Gun 2½. Dit volgde op een cameo als Special Guest Star in de aflevering The Butler Did It (A Bird in the Hand) van de tv-serie Police Squad! uit 1982, waarin hij stierf door een vuurpeloton tijdens de openingstitels. De televisieserie bracht de filmserie The Naked Gun voort.
In 1992 verscheen Goulet als de pianist die pijnlijke verwondingen oploopt in de video "Weird Al" Yankovic voor You Don't Love Me Anymore. Datzelfde jaar speelde Goulet een gastrol als countryzanger Eddie Larren in een aflevering van de tv-serie In the Heat of the Night, When the Music Stopped. Hij speelde als King Arthur in Camelot in een Nationale Tour van 1992 en keerde in 1993 terug naar Broadway met dezelfde productie. In 1993 speelde hij zichzelf in de aflevering $pringfield van The Simpsons. In die aflevering boekte Bart Simpson hem in zijn eigen casino (eigenlijk Bart's treehouse), waar hij Jingle Bells (Batman Smells) zong.

### Latere jaren
In 1995 trad hij op als frontman van een bigband in een kleine nachtclub met sportthema, voor een serie humoristische "ESPN"-advertenties van 30 seconden, die draaiden om NCAA-basketbal. NCAA-hoofdcoaches verschenen in het publiek terwijl Goulet gelukkig, om nog maar te zwijgen van krachtig en gezaghebbend, variaties op populaire liedjes zong, waarbij de songteksten werden aangepast met verwijzingen naar college-basketbal. Hij zou twee seizoenen aan commercials opnemen, voordat hij de uitvoering in 1996 beëindigde. In 1996 verscheen Goulet in Ellen DeGeneres' eerste film Mr. Wrong als een onzekere tv-presentator. Hij keerde terug naar Broadway in Moon Over Buffalo, met in de hoofdrol Lynn Redgrave. Hij voorzag de zangstem van Wheezy de pinguïn in de bigband-achtige finale van de Pixar-film Toy Story 2 uit 1999, waarin hij een nieuwe versie zong van You've Got a Friend in Me. In 2000 speelde hij zichzelf in twee afleveringen van de Robert Smigel-serie TV Funhouse. Als een soort mentor van de dierenpoppengroep van de show, was hij het enige personage dat het respect had van Triumph the Insult Comic Dog. Goulet verscheen ook in de Disney-animatieserie Recess als zangstem voor Mikey Blumberg en in de film Recess: School's Out.
In 2005 verscheen hij voor de laatste keer op het Broadway-podium als mid-run vervanger in La Cage aux Folles en had opnieuw succes. Zijn laatste publieke optreden was in de televisiespecial van PBS, My Music: 50's Pop Parade, uitgezonden op 1 augustus 2007, waarin hij Sunrise, Sunset en If Ever I Would Leave You zong.

### Ander werk
In 1978 zong hij You Light Up My Life tijdens de Miss Universe Pageant voor de vijf finalisten. Goulet speelde Don Quichot in de Amerikaanse nationale tournee van Man of La Mancha in 1997-1998 en nam het themalied op voor de talkshow Jimmy Kimmel Live! in 2003. Zijn commerciële werk omvatte een spot van 30 seconden voor de Mercedes-Benz C-Klasse uit 1998, waarin hij hem in verschillende kostuums liet zien (tolcollector, bouwvakker, meteropnemer, enz.), terwijl hij It's Impossible zong en een televisiereclamecampagne van Emerald Nuts in 2006, die debuteerde tijdens de Super Bowl XL en tot aan zijn dood doorging. In 2006 verscheen hij als zichzelf in een aflevering (Sold'y Locks) van The King of Queens.

### Nalatenschap
In de latere jaren 1990 werd Goulet vaak onderworpen aan parodie in Saturday Night Live-sketches, waarin hij werd gespeeld door komiek Will Ferrell. In één segment speelde Will Ferrell verschillende nummers uit het farce-verzamelalbum Coconut Bangers Ball: It's A Rap!. Ferrell voerde Big Poppa van The Notorious B.I.G. uit, evenals de Thong Song van Sisqó in een nep-crooning-stijl, vergelijkbaar met die van Goulet. Hij staat ook bekend om het zingen van het themalied voor de talkshow Jimmy Kimmel Live!, die hij opnam in 2003. Ferrell portretteerde Goulet in de aflevering van 7 april 2001 van SNL in een lange sketch tegenover collega-castlid Chris Parnell en gastheer Alec Baldwin. Een cultfavoriet, de sketch is ogenschijnlijk een commercial voor een toneelproductie van de nieuwe musical Red Ships of Spain, waarin Robert Goulet (Ferrell) de hoofdrol vertolkt van kapitein Ferdinand Poncho. Parnell en Baldwin spelen respectievelijk de (fictieve) broers Wes en Ken Goulet van Goulet, die bijrollen in de productie hebben. Ana Gasteyer verschijnt ook als Roberts (fictieve) dochter Shiela Goulet, die vreemd genoeg wordt gecast als de vlam van haar vader.
De sketch snijdt heen en weer tussen fragmenten uit de show zelf, tot recensies van de show die in verschillende gedrukte media verschijnen. Veel van de humor is afgeleid van hoe slordig en onprofessioneel de toneelproductie is, van de gebroeders Goulet die optreden in hun kenmerkende donkere bril (terwijl ze sigaretten roken), tot het zingen van onzinnige teksten die niet stroken met de periode waarin de show zich afspeelt, tot willekeurige karakteronderbrekingen, die culmineren in Robert die boos van het podium stormt na een woordenwisseling met Ken (Baldwin). Een andere recensie wijst erop dat voor de openingsoptredens van de show twee van de gebroeders Goulet werden vervangen door hun studenten. Desondanks zouden kaartjes $90 en meer kosten.
Het American Moustache Institute reikt de Robert Goulet Memorial Mustached American of the Year Award uit aan de persoon die in dat jaar het beste vertegenwoordigt of bijdraagt aan de Mustached American-gemeenschap.

## Privéleven en overlijden
Goulet en zijn eerste vrouw Louise Longmore hadden een dochter, Nicolette (overleden 17 april 2008), die het leven schonk aan zijn twee kleinkinderen Solange-Louise en Jordan Gerard. Hij had twee zonen, Christopher (geb. 1964) en Michael (geb. 1966), bij zijn tweede vrouw, actrice en zangeres Carol Lawrence. In 1982 trouwde hij met kunstenares en schrijfster Vera Novak in Las Vegas (Nevada). Novak, geboren in Bitola, Macedonië, was ook zijn zakenpartner en manager. Hij zong God Bless America op vrijdag 8 augustus 2003, toen ze in Las Vegas werd beëdigd als staatsburger van de Verenigde Staten. In 2006 ontving hij een ster op de Canada's Walk of Fame.
Op 30 september 2007 werd Goulet in het ziekenhuis opgenomen in Las Vegas, waar hij de diagnose Idiopathische pulmonale fibrose kreeg, een zeldzame maar snel progressieve en mogelijk fatale aandoening. Op 13 oktober 2007 werd hij overgebracht naar het Cedars-Sinai Medical Center in Los Angeles, nadat was vastgesteld dat hij het niet zou overleven zonder een noodtransplantatie. Goulet overleed aan longfibrose op 30 oktober 2007 op 73-jarige leeftijd in het Cedars-Sinai Medical Center in afwachting van een longtransplantatie. Theaters in New York en in steden in Noord-Amerika werden op woensdag 31 oktober 2007 verduisterd in zijn gedachtenis. Op vrijdag 9 november 2007, de dag van zijn begrafenis, eerde Las Vegas Goulet door de Las Vegas Strip te sluiten voor zijn begrafenisstoet. Verschillende locaties plaatsten ook zijn naam op hun feesttenten als laatste eerbetoon.

## Discografie

### Singles
| Jaar | Single                                                                    | Chart posities | Chart posities | Album                                        |
| Jaar | Single                                                                    | US             | US AC          | Album                                        |
| ---- | ------------------------------------------------------------------------- | -------------- | -------------- | -------------------------------------------- |
| 1961 | I'm Just Taking My Time One Life                                          | –              | –              | Non-album tracks                             |
| 1962 | Too Soon Two Different Worlds (from My Love Forgive Me)                   | –              | –              | Non-album tracks                             |
| 1962 | What Kind of Fool Am I? Where Do I Go From Here (from Two Of Us)          | 89             | –              | My Love Forgive Me                           |
| 1962 | Don't Be Afraid Of Romance Young At Love                                  | –              | –              | Non-album tracks                             |
| 1963 | Two Of Us (These Are) The Closing Credits (Non-album track)               | 132            | –              | Two Of Us                                    |
| 1963 | Believe In Me How Very Special You Are                                    | –              | –              | Non-album tracks                             |
| 1963 | Under The Yum Yum Tree If You Go                                          | –              | –              | Non-album tracks                             |
| 1964 | The Name Of The Game Choose                                               | –              | –              | Non-album tracks                             |
| 1964 | Too Good Seventh Dawn (Non-album track)                                   | –              | –              | My Love Forgive Me                           |
| 1964 | My Love, Forgive Me (Amore, scusami)                                      | 16             | 2              | My Love Forgive Me                           |
| 1964 | I'd Rather Be Rich                                                        | 131            | –              | Non-album track                              |
| 1965 | Begin To Love I Never Got To Paris                                        | 110            | –              | Begin To Love                                |
| 1965 | Summer Sounds The More I See Of Mimi (from Begin To Love)                 | 58             | 14             | Summer Sounds                                |
| 1965 | Come Back To Me, My Love                                                  | 118            | 5              | On Broadway                                  |
| 1965 | On A Clear Day You Can See Forever                                        | 119            | 13             | On Broadway                                  |
| 1965 | Everlasting Crazy Heart Of Mine                                           | –              | –              | Non-album tracks                             |
| 1966 | Why Be Ashamed                                                            | –              | 28             | Non-album tracks                             |
| 1966 | Young Only Yesterday                                                      | –              | 37             | I Remember You                               |
| 1966 | Daydreamer (van The Daydreamer (soundtrack)) My Best Girl                 | –              | 22             | Non-album tracks                             |
| 1966 | Once I Had A Heart I Hear A Different Drummer                             | –              | 15             | Non-album tracks                             |
| 1966 | There But For You Go I Fortissimo (van Robert Goulet's Greatest Hits)     | –              | –              | On Broadway, Volume 2                        |
| 1967 | World of Clowns Ciao Compare (van On Broadway, Volume 2)                  | –              | 20             | Non-album tracks                             |
| 1967 | One Life, One Dream There's A Way                                         | –              | 33             | Non-album tracks                             |
| 1967 | The Sinner How Can I Leave You                                            | –              | 29             | Non-album tracks                             |
| 1967 | Mon Amour, Mon Amour This Year                                            | –              | –              | Non-album tracks                             |
| 1967 | If Ever I Would Leave You Follow Me                                       | –              | –              | Non-album tracks                             |
| 1968 | The Happy Time I Don't Remember You                                       | –              | 33             | The Happy Time (soundtrack)                  |
| 1968 | What A Wonderful World I Don't Want To Hurt You Anymore (Non-album track) | –              | 26             | Woman, Woman                                 |
| 1968 | Thirty Days Hath September A Chance To Live In Camelot (Non-album track)  | –              | 17             | Both Sides Now                               |
| 1968 | Hurry Home For Christmas A Wonderful World Of Christmas                   | –              | –              | Robert Goulet's Wonderful World Of Christmas |
| 1969 | Wait For Me I'll Catch The Sun                                            | –              | –              | Non-album tracks                             |
| 1969 | Didn't We Bon Soir Dame (van Both Sides Now)                              | –              | 33             | I Wish You Love                              |
| 1969 | Only Yesterday One Life To Live                                           | –              | –              | Non-album tracks                             |
| 1969 | One Night I Can't Live Without You                                        | –              | –              | Non-album tracks                             |
| 1970 | My Woman, My Woman, My Wife Come Saturday                                 | –              | –              | Robert Goulet Sings Today's Greatest Hits    |
| 1970 | Healing River One At A Time                                               | –              | –              | Non-album tracks                             |
| 1973 | God Is At Work Within You One Solitary Life                               | –              | –              | Non-album tracks                             |
| 1974 | Pages Of Life Summer Green, Autumn Gold                                   | –              | –              | Non-album tracks                             |
| 1974 | The Little Prince I Won't Send Roses                                      | –              | –              | After All Is Said and Done                   |
| 1975 | Someone To Give My Love To Something To Believe In                        | –              | –              | After All Is Said and Done                   |
| 1976 | After All Is Said and Done The Little Prince                              | –              | –              | After All Is Said and Done                   |

Columbia Records (behalve zoals aangegeven):
- 1960: Camelot, (originele Broadway cast)
- 1962: Always You
- 1962: Two of Us
- 1962: Sincerely Yours
- 1963: The Wonderful World of Love
- 1963: Annie Get Your Gun, studio cast, met Doris Day
- 1963: Robert Goulet in Person: Recorded Live in Concert
- 1963: This Christmas I Spend with You
- 1964: Without You
- 1964: Manhattan Tower
- 1964: My Love, Forgive Me
- 1965: Summer Sounds
- 1965: Begin to Love
- 1965: On Broadway
- 1966: I Remember You
- 1966: Travelin' On Tour
- 1967: On Broadway, Volume 2
- 1967: Hollywood Mon Amour
- 1968: The Happy Time, (originele broadway cast)
- 1968: Woman, Woman
- 1968: Both Sides Now
- 1968: Robert Goulet's Wonderful World of Christmas
- 1969: Souvenir D'Italie
- 1969: Come Back To Sorrento
- 1969, 1990: Robert Goulet's Greatest Hits
- 1970: Today's Greatest Hits
- 1970: I Wish You Love
- 1971: I Never Did as I Was Told, MGM Records
- 1976: After All Is Said and Done, Artists of America
- 1982: Close to You, Applause Records
- 1989: 16 Most Requested Songs, Columbia/Legacy
- 1990: Best of Robert Goulet, Curb Records
- 1995: In Love, Sony Music Distribution
- 1997: A Personal Christmas Collection, Columbia/Legacy
- 1997: My Love Forgive me/Sincerely Yours, Collectables
- 2000: On Broadway/On Broadway 2
- 2001: Love Songs, Sony Music Special Products
- 2001: 36 All-Time Favorites, GSC/Sony Special Products
- 2002: Always you/In Person, Collectables
- 2003: Two of Us/Begin to Love
- 2004: Robert Goulet Collection
- 2005: In a Mellow Mood, United Audio Entertainment
- 2012: Won't You Dance With This Man, Rove
- 2014: Kiss Me, Kate/Brigadoon (originele televisiecast-opname) Masterworks Broadway
- 2014: The Complete Columbia Christmas Recordings, Real Gone Music
- 2016: Definitive Collection , Real Gone Music
- 2017: Wonderful World of Robert Goulet, Jasmine Records

## Filmografie

### Film
| Jaar | Titel                               | Rol                | Opmerkingen |
| ---- | ----------------------------------- | ------------------ | --- |
| 1962 | Gay Purr-ee                         | Jaune-Tom          | Stem |
| 1964 | Honeymoon Hotel                     | Ross Kingsley      | |
| 1964 | I'd Rather Be Rich                  | Paul Benton        | |
| 1966 | The Daydreamer                      | De zanger          | Stem |
| 1966 | I Deal in Danger                    | David March        | |
| 1970 | Underground                         | Dawson             | |
| 1980 | Atlantic City                       | Zanger             | |
| 1988 | Beetlejuice                         | Maxie Dean         | |
| 1988 | Scrooged                            | zichzelf           | Hij portretteert zichzelf in een commercial voor "Robert Goulet's Cajun Christmas" op het fictieve televisienetwerk IBC. |
| 1991 | The Naked Gun 2½: The Smell of Fear | Quentin Hapsburg   | |
| 1996 | Mr. Wrong                           | Dick Braxton       | |
| 1999 | Toy Story 2                         | Wheezy the Penguin | Zangstem, niet genoemd                                                                                                   |
| 2000 | The Last Producer                   | Henry Moore        | |
| 2000 | G-Men from Hell                     | De duivel          | |
| 2001 | Recess: School's Out                | Mikey Blumberg     | Zangstem |

### Televisie
| Jaar      | Titel                                                   | Rol                                                       | Opmerkingen                                                                                    |
| --------- | ------------------------------------------------------- | --------------------------------------------------------- | ---------------------------------------------------------------------------------------------- |
| 1954      | Howdy Doody                                             | Trapper Pierre                                            |                                                                                                |
| 1954–1955 | Scope                                                   | Mal Tompkins                                              | 2 afleveringen                                                                                 |
| 1955–1958 | Folio                                                   | Jeff                                                      | 4 afleveringen                                                                                 |
| 1955–1960 | Encounter                                               | Jim Mercer / Laz / Frank Taylor                           | 5 afleveringen                                                                                 |
| 1957      | On Camera                                               | Michael                                                   | Aflevering: Innocent Deception                                                                 |
| 1959      | The Unforeseen                                          |                                                           | Aflevering: Heaven Can Wait                                                                    |
| 1959–1960 | Wayne and Shuster                                       |                                                           | 4 afleveringen                                                                                 |
| 1960      | Startime                                                | The Traveller / Prince Zorn                               | 2 afleveringen                                                                                 |
| 1960      | First Person                                            |                                                           | Aflevering: At the Railing                                                                     |
| 1961      | The Enchanted Nutcracker                                | Johnny                                                    | Tv-fim                                                                                         |
| 1963      | The Jack Benny Program                                  | zichzelf                                                  | Aflevering: The Robert Goulet Show                                                             |
| 1964      | Kraft Suspense Theatre                                  | Private LeRoy Brubaker / James O. Vitelli                 | Aflevering: Operation Greif                                                                    |
| 1965      | The Patty Duke Show                                     | Gregory Noble                                             | Aflevering: Don't Monkey with Mendel                                                           |
| 1965–1966 | The Red Skelton Show                                    | Nathan Nothing / Harry Handout                            | 2 afleveringen                                                                                 |
| 1966      | Blue Light                                              | David March                                               | 17 afleveringen                                                                                |
| 1966      | Brigadoon                                               | Tommy Albright                                            | Tv-film                                                                                        |
| 1967      | The Jackie Gleason Show                                 | Ace Fargo                                                 | Aflevering: The Honeymooners: Life Upon the Wicked Stage                                       |
| 1967      | The Big Valley                                          | Brother Love                                              | Aflevering: Brother Love                                                                       |
| 1967      | Carousel                                                | Billy Bigelow                                             | Tv-film                                                                                        |
| 1967      | The Lucy Show                                           | Chuck Willis                                              | Aflevering: Lucy and Robert Goulet                                                             |
| 1968      | Kiss Me Kate                                            | Fred Graham / 'Petruchio'                                 |                                                                                                |
| 1968      | That's Life                                             |                                                           | Aflevering: The Honeymoon                                                                      |
| 1968      | The Pepsodent Show                                      | Pilot                                                     | Aflevering gedateerd 19 december 1968                                                          |
| 1969      | The Name of the Game                                    | Dr. Claude Evenhauer                                      | Aflevering: Keep the Doctor Away                                                               |
| 1969      | Muhammad Ali, The Greatest                              |                                                           | Documentaire                                                                                   |
| 1972      | Mission: Impossible                                     | Joe Epic                                                  | Aflevering: Leona                                                                              |
| 1972      | The Couple Takes a Wife                                 | Randy Perkins                                             | Tv-film                                                                                        |
| 1973      | Cannon                                                  | Capt. Mel Danvers                                         | Aflevering: A Well Remembered Terror                                                           |
| 1975      | Police Woman                                            | Eddie Diamond                                             | Afleveringen: Pawns of Power                                                                   |
| 1977      | Police Story                                            | Glenn Talbot                                              | Aflevering: Prime Rib                                                                          |
| 1978      | The Love Boat                                           | Charlie Godwin                                            | Aflevering: A Time for Everything/The Song Is Ended/Accidental Cruise/Anoushka                 |
| 1978      | Flying High                                             | Reggie                                                    | Aflevering: Brides and Grooms                                                                  |
| 1980      | The Dream Merchants                                     | Craig Warren                                              | 2 afleveringen                                                                                 |
| 1980      | Alice                                                   | zichzelf                                                  | Aflevering: Too Many Roberts                                                                   |
| 1980–1983 | Fantasy Island                                          | Eugène Henri Paul Gauguin / Frank Miller / Avery Williams | 4 afleveringen                                                                                 |
| 1982      | Police Squad!                                           | Executed Man                                              | Aflevering: The Butler Did It (A Bird in the Hand)                                             |
| 1983      | Matt Houston                                            | Johnny Foster                                             | Aflevering: The Showgirl Murders                                                               |
| 1984      | Glitter                                                 |                                                           | Aflevering: Illusions                                                                          |
| 1985      | Murder, She Wrote                                       | Willard Kaufmann                                          | Aflevering: Paint Me a Murder                                                                  |
| 1985      | Finder of Lost Loves                                    | Gabe McGuire                                              | Aflevering: Haunted Memories                                                                   |
| 1986–1990 | Mr. Belvedere                                           | zichzelf                                                  | 4 afleveringen                                                                                 |
| 1991      | Acting Sheriff                                          | Sheriff Brent McCord                                      | Tv-film                                                                                        |
| 1992      | The New WKRP in Cincinnati                              | Prince Reynaldo                                           | Aflevering: Jennifer and the Prince                                                            |
| 1992      | In the Heat of the Night                                | Eddy Larren                                               | Aflevering: When the Music Stopped                                                             |
| 1993      | The Simpsons                                            | zichzelf                                                  | Stem, aflevering: $pringfield (or, How I Learned to Stop Worrying and Love Legalized Gambling) |
| 1993      | Based on an Untrue Story                                | Remo                                                      | Tv-film                                                                                        |
| 1994      | Boy Meets World                                         | zichzelf                                                  |                                                                                                |
| 1995      | Get Smart                                               | Agent 0 / zichzelf                                        | Aflevering: Casino Evil                                                                        |
| 1995      | Burke's Law                                             | Earl Rankin                                               | Aflevering: Who Killed the Centerfold?                                                         |
| 1996      | The Line King: The Al Hirschfeld Story                  |                                                           | Documentaire                                                                                   |
| 1998–2000 | Recess                                                  | Mikey Blumberg                                            | 4 afleveringen                                                                                 |
| 1999      | Just Shoot Me!                                          | zichzelf                                                  | Aflevering: Toy Story                                                                          |
| 1999      | Two Guys and a Girl                                     | zichzelf                                                  | Aflevering: Out with the Old Aflevering: El matrimonio Loco                                    |
| 2000      | TV Funhouse                                             | zichzelf                                                  |                                                                                                |
| 2001      | Recess Christmas: Miracle on Third Street               | Mikey Blumberg                                            | Video Zangstem                                                                                 |
| 2003      | Broadway: The Golden Age, by the Legends Who Were There |                                                           | Documentaire                                                                                   |
| 2006      | The King of Queens                                      | zichzelf / vertolker                                      | Aflevering: Sold-Y Locks                                                                       |
| 2008      | My Gym Partner's a Monkey                               | Assistent Coach Ferret                                    | Stem, Aflevering: Animal School Musical, postume publicatie, (laatste optreden)                |

## Podiumoptredens
- 1951: Visit to a Small Planet
- 1951: Thunder Rock
- 1954: Sunshine Town
- 1955-1957: Spring Thaw
- 1956: Carousel
- 1956: The Pajama Game
- 1956: Gentlemen Prefer Blondes
- 1956: Finian's Rainbow
- 1956: South Pacific
- 1957-1958: The Pajama Game
- 1957: The Optimist
- 1958: The Beggar's Opera
- 1959: Bells Are Ringing
- 1959: Dream Girl
- 1960: Meet Me in St. Louis
- 1960: Carousel
- 1960-1962: Camelot (vervangen door Robert Peterson)
- 1968: The Happy Time
- 1970-1971: I Do! I Do!
- 1975: Camelot
- 1979: Carousel
- 1980-1981: On a Clear Day You Can See Forever
- 1981: Kiss Me, Kate
- 1986-1989: South Pacific
- 1990: Camelot
- 1990: The Fantasticks
- 1992-1994: Camelot
- 1996-1997: Man of La Mancha
- 1996: Moon Over Buffalo (vervanging voor Philip Bosco)
- 1998: Sweet Charity
- 2002: South Pacific
- 2005: La Cage aux Folles (vervanging voor Daniel Davis)

- Bibsys: 1542227321828
- Bibliothèque nationale de France: cb141826836 (data)
- Gemeinsame Normdatei: 134863682
- International Standard Name Identifier: 0000 0001 1453 4204
- Library of Congress Control Number: n85168535
- Nationale Bibliotheek van Letland: 000333402
- MusicBrainz: 6a365948-c640-4edf-ba9a-0bdf2c8f17ee
- Nationale bibliotheek van Australië: 36003602
- Nationale Bibliotheek van Israël: 987007448699205171
- SNAC: w6s47g34
- Système universitaire de documentation: 158892712
- Trove: 1181083
- Virtual International Authority File: 100393232
- WorldCat: E39PBJdGT99JMGwJDtQ8xwQKBP